# ارسک
شهر ارسک، مرکز بخش ارسک از توابع شهرستان بشرویه است. در سال ۱۳۹۵، جمعیت این شهر ۲٬۹۵۵ نفر بوده‌است. ارسک تا شهریور ۱۳۸۹، روستا بود که در این تاریخ به شهر ارتقاء یافت.

## موقعیت
ارسک در فاصله ۲۷ کیلومتری از جنوب شرقی بشرویه و ۸۵ کیلومتری جنوب غربی شهر فردوس قرار دارد.

## جمعیت
بر پایه سرشماری عمومی نفوس و مسکن در سال ۱۳۹۵ جمعیت این شهر ۲٬۹۵۵ نفر (در ۹۸۰ خانوار) بوده‌است.

## وجه تسمیه
واژهٔ ارسک، در لغت به معنی مکانی است که در میان دو رود قرار گرفته باشد.
دلیل این نامگذاری این بوده که ارسک تا قبل از گسترش، در میان دو رودخانه فصلی «کال آخوند» و «کال قل‌آباد» قرار داشته‌است.

## آثار تاریخی و طبیعی
- پل‌های ترناو
- مسجد ارسک
- غار نادر
- آب‌انبارهای قدیمی و قنات تاریخی محمدآباد: با قدمتی بیش از ۳۰۰ سال

## پارک ها و فضای سبز شهری
- پارک شهر